# Adele Younghusband

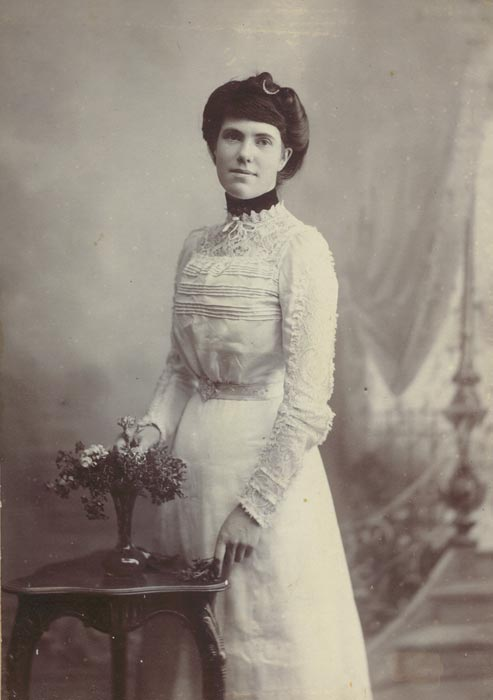
La fotografa Adele Younghusband nel 1900 circa

Adele Younghusband, nata Adela Mary Roche (Te Awamutu, 3 aprile 1878 – Auckland, 3 aprile 1969) è stata una fotografa e pittrice neozelandese.

## Biografia
Figlia di Hungerford, agricoltore di origini irlandesi, e di Emily Adela Malcolm, è conosciuta come Adele Younghusband avendo sposato il droghiere Frank Younghusband a Christchurch il 1º agosto 1905 da cui si è separata nel 1917 (l'ex marito è morto nel 1921). Ha avuto due figli ed una figlia.
Dopo aver lavorato ad Hamilton come insegnante d'arte, nel 1919 rilevò lo studio fotografico di Ernest de Tourret a Whangārei, affermandosi soprattutto nel ritratto, Nel 1921 fondò gli Art Studios insieme al fotografo e paesaggista George Woolley. Mentre lui le insegnava disegno e pittura, lei svolgeva la maggior parte del lavoro in camera oscura occupandosi anche del ritocco delle lastre fotografiche. Insieme diedero vita alla Whangārei Art and Literary Society, di cui lei divenne segretaria e che contribuì a sviluppare la cultura figurativa e letteraria di Whangārei. 
La morte della figlia nel 1924, nonché la separazione da Woolley, causarono in lei una forte depressione. Dopo aver girato per varie località neozelandesi, tornò 10 anni dopo, nel 1934, ad Hamilton. Con Ida Carey, pittrice ed insegnante d'arte, Younghusband convocò l'incontro inaugurale della Waikato Society of Arts ad Hamilton che rappresentò presso l'Association of New Zealand Art Societies.
Anche se Woolley le aveva insegnato molto, non aveva preso la pittura come un'attività continuativa. Inizia qui, con il ritorno ad Hamilton e con l'incontro con Ida Carey, il suo lavoro di pittrice. Seguiranno alcuni viaggi in Australia, tra cui Melbourne, dove ha studiato con il pittore George Bell e con la mostra a Sydney, dove raccoglierà un notevole successo. I temi preferiti che trasferiva sulla tela sono stati perlopiù ciò che la circondava - fiori, il suo quartiere, paesaggi, la gente - nonché temi religiosi e la guerra. Rappresentava sulla tela anche i temi legati alla mitologia dei Maori: questo le ha portato molte critiche, anche in epoche successive, insieme ad altri artisti, da parte degli storici per appropriazione indebita della cultura Māori. Il suo stile ricorda l'art decò ed il surrealismo astratto.
È morta nel giorno del suo 91º compleanno dopo aver visto morire entrambi i suoi figli.